# لجواد (الملاح)

تعديل مصدري - تعديل

لجواد هي إحدى قرى عزلة الملاح بمديرية الملاح التابعة لمحافظة لحج، بلغ تعداد سكانها 288 نسمة حسب تعداد اليمن لعام 2004.